# Las Rozas de Madrid
La commune de Las Rozas de Madrid est l'une des plus grandes de la communauté autonome de Madrid, avec une surface estimée entre 5 883 et 5 914 hectares. C'est une municipalité avec l'un des niveaux de revenu par habitant des plus élevés d'Espagne. Par ailleurs, la commune a connu une forte croissance démographique, passant de 35 137 habitants en 1991 à 95 071 au 1er janvier 2017.

## Géographie
| Nord-Est: Torrelodones           | Nord: Torrelodones | Nord-Est: Madrid     |
| Ouest: Galapagar                 | rose des vents     | Est: Madrid          |
| Sud-Est: Villanueva del Pardillo | Sud: Majadahonda   | Sud-Est: Majadahonda |

La commune se divise en trois districts:
Nord: Las Matas / Barrio de RENFE –TALGO / El Garzo / El Pedrosillo / Los Peñascales / Punta Galea / Sector IX / El Club de Golf / Los Jardines del Cesar / Monte Verde / Buenos Aires / El Encinar
Sud: Molino de la Hoz / El Cantizal / Parque Matas / Monte Rozas / Parque Empresarial / El Pinar / Parque Rozas / El Mirador / La Chopera
Centre: Casco Urbano / El Pinar-Coruña 21 / La Marazuela / El Montecillo / El Abajón / Európolis / Dehesa de Navalcarbón / Yucatán

### Moyens de transport
- La route de la Corogne (es) traversant la commune bien que physiquement absorbé au kilomètre 17,5 par la A-6.
- Autoroute espagnole A-6
- Autoroute espagnole M-50.
- M-505 entre Madrid et l'Escurial

- M-851, de Las Rozas à Villanueva del Pardillo
- Autobus: Il existe plusieurs lignes de bus en provenance de la station de Moncloa, à Madrid notamment: 621, 624 (Burgo de Las Rozas), 622 (Las Matas (es)), 623 (Villafranca del Castillo), 625 (Monte Rozas) 626, 628, 629 (zonas nuevas como el Parque Empresarial, La Dehesa y El Cantizal).
- Chemin de fer de cercanías: Il existe des lignes de cercanías passant à Las Rozas, composée de trois gares au sein de la commune: Las Rozas (ligne C-07 / C-10), Pinar de las Rozas (ligne C-03 / C-08 / C-10), Las Matas (ligne C-03 / C-08 / C-10).
- 27 km d'aménagement cyclable dont 12 km partagé avec les véhicules à moteur.

## Histoire
Le nord de Las Rozas commence à être connu au milieu du XVIIIe siècle en tant que "Matas Altas". À cet endroit s'installèrent les ouvriers chargés de la construction de la route entre Madrid et Ségovie. Au XIXe siècle, la construction de la voie de chemin de fer entre Madrid et Irun consolida la commune tout comme l'inauguration de l'arrêt de train qui créa le quartier ferroviaire de Las Matas (d).
En 1812, Les troupes napoléoniennes ont livré la bataille de Majadahonda entre Las Rozas et Majadahonda, contre les troupes anglo-portugaises, où la France résulta victorieuse.    
Durant la guerre civile espagnole, Las Rozas se trouve être sur la ligne de front séparant les troupes nationalistes au Nord et les troupes républicaines au Sud. En janvier 1937, à la suite de la Bataille de la route de La Corogne, cette ligne de détention fut vitale afin de maintenir la communication et l'approvisionnement des troupes républicaines situées à la Sierra de Guadarrama. En témoigne la présence des Bunkers, construits par la Brigade de Zapadores nº 8 22 compagnie, encore visibles au sein de l'espace vert de la Dehesa de Navalcarbón.        

Exemples des fortifications présentes dans la Dehesa de Navalcarbon
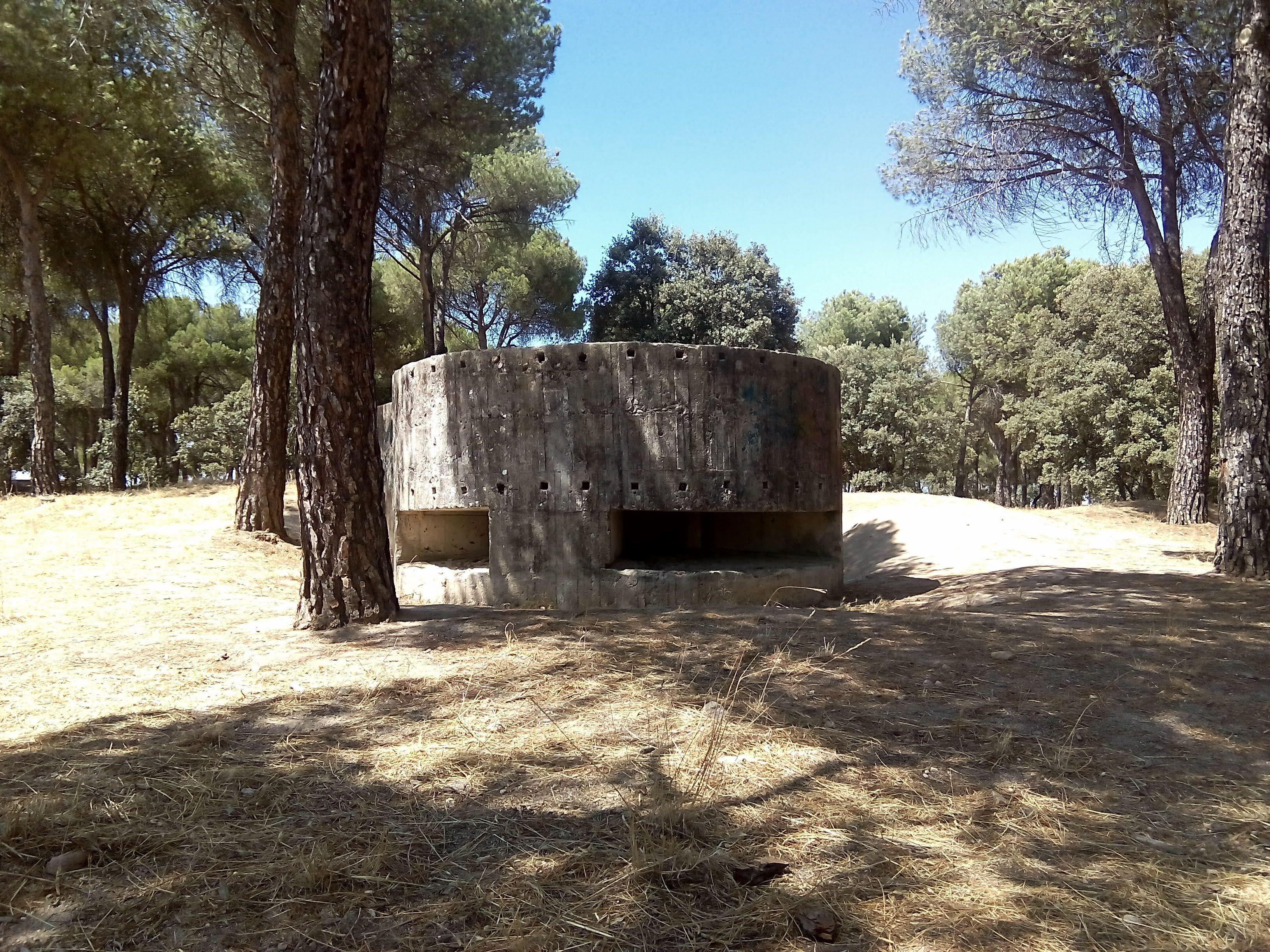
Bunker
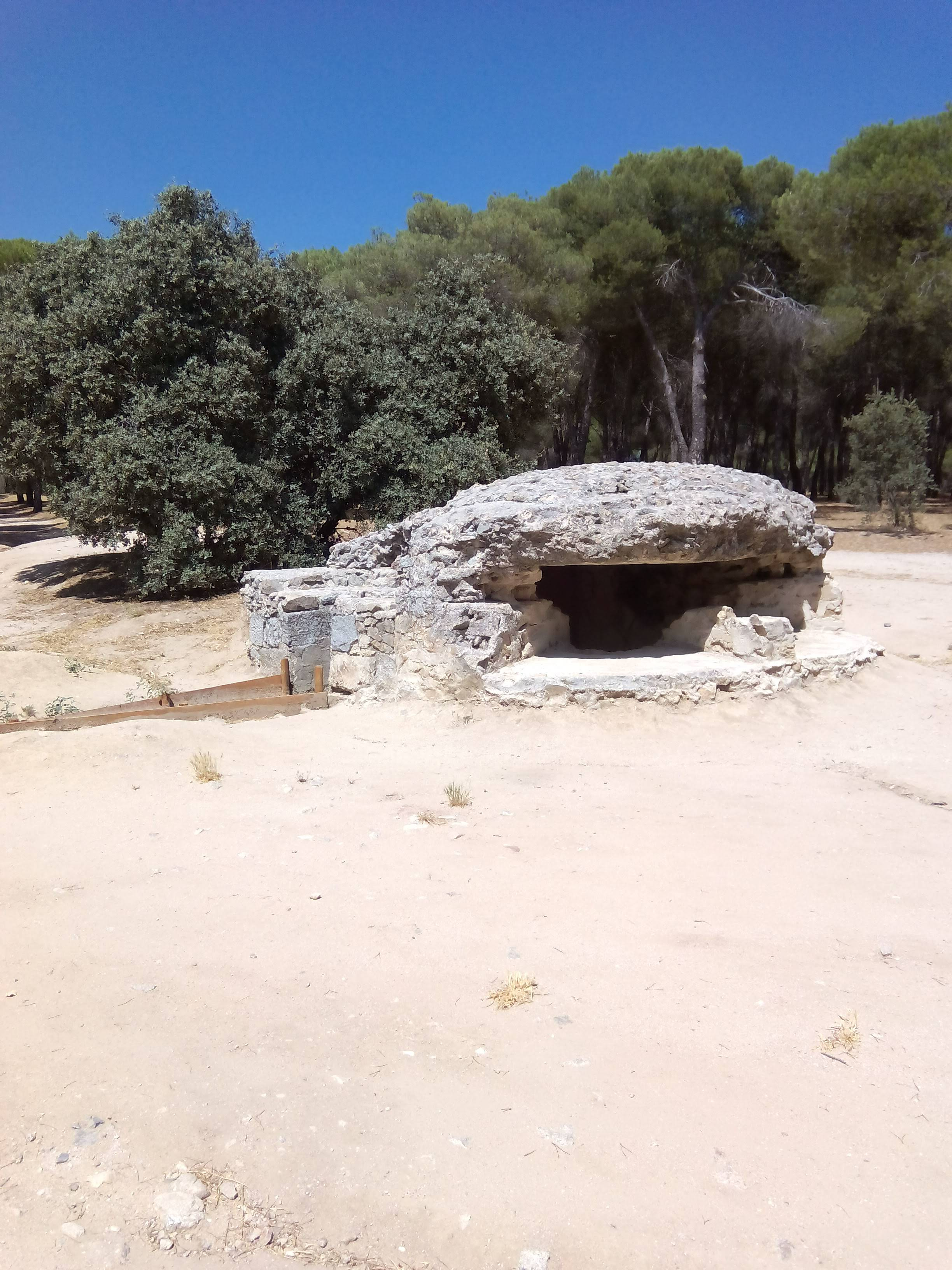
Bunker
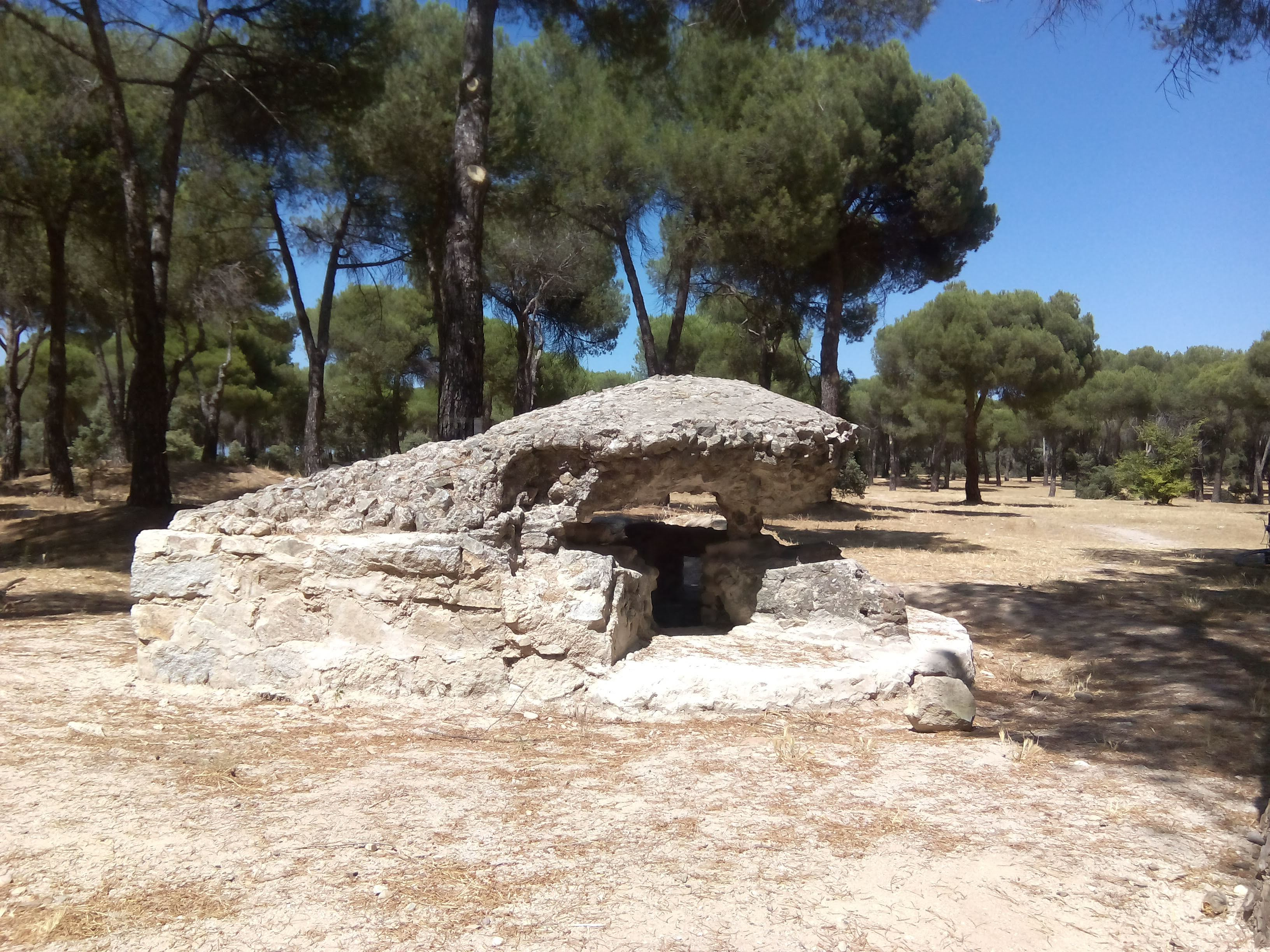
Bunker
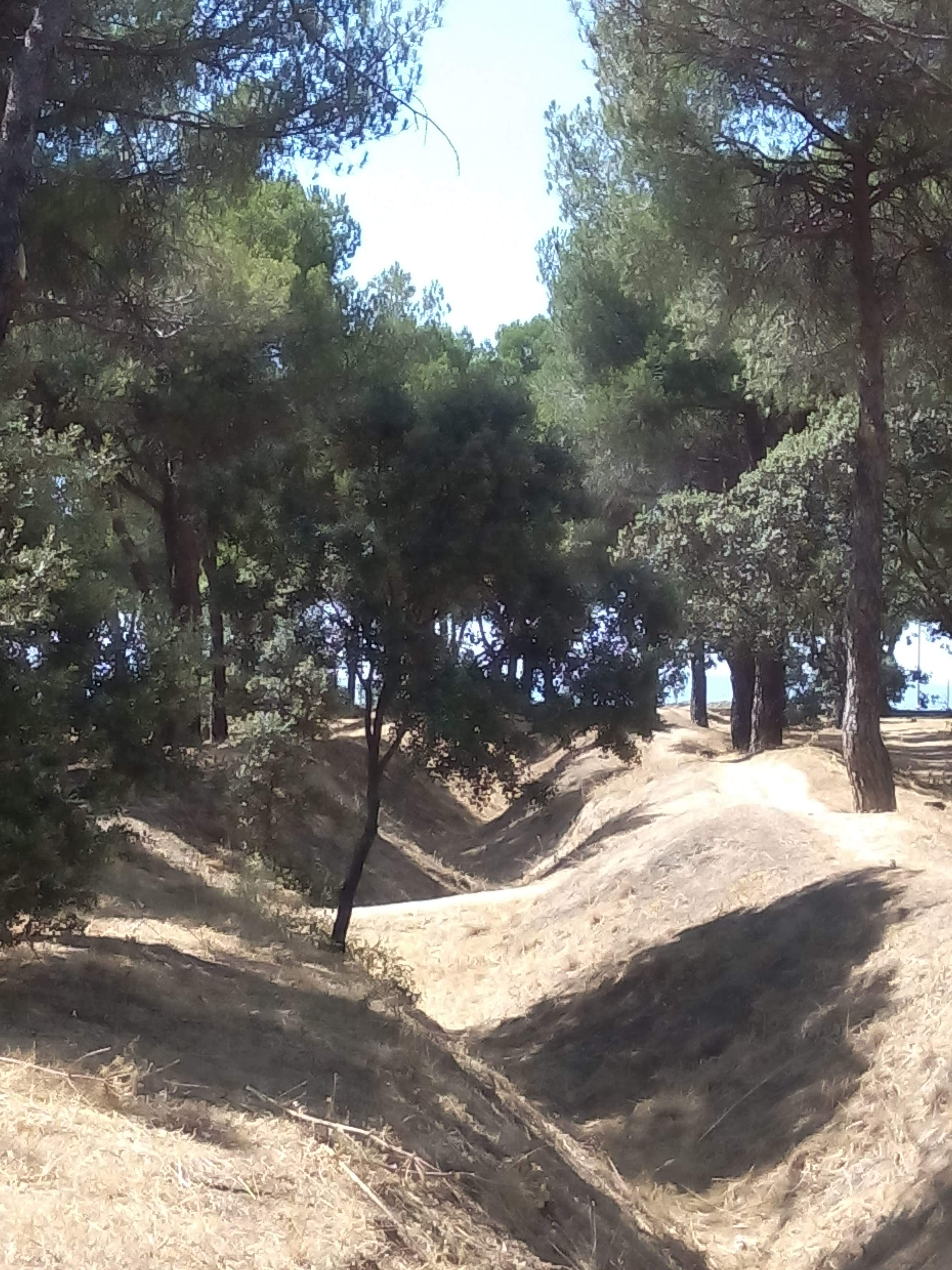
Tranchée
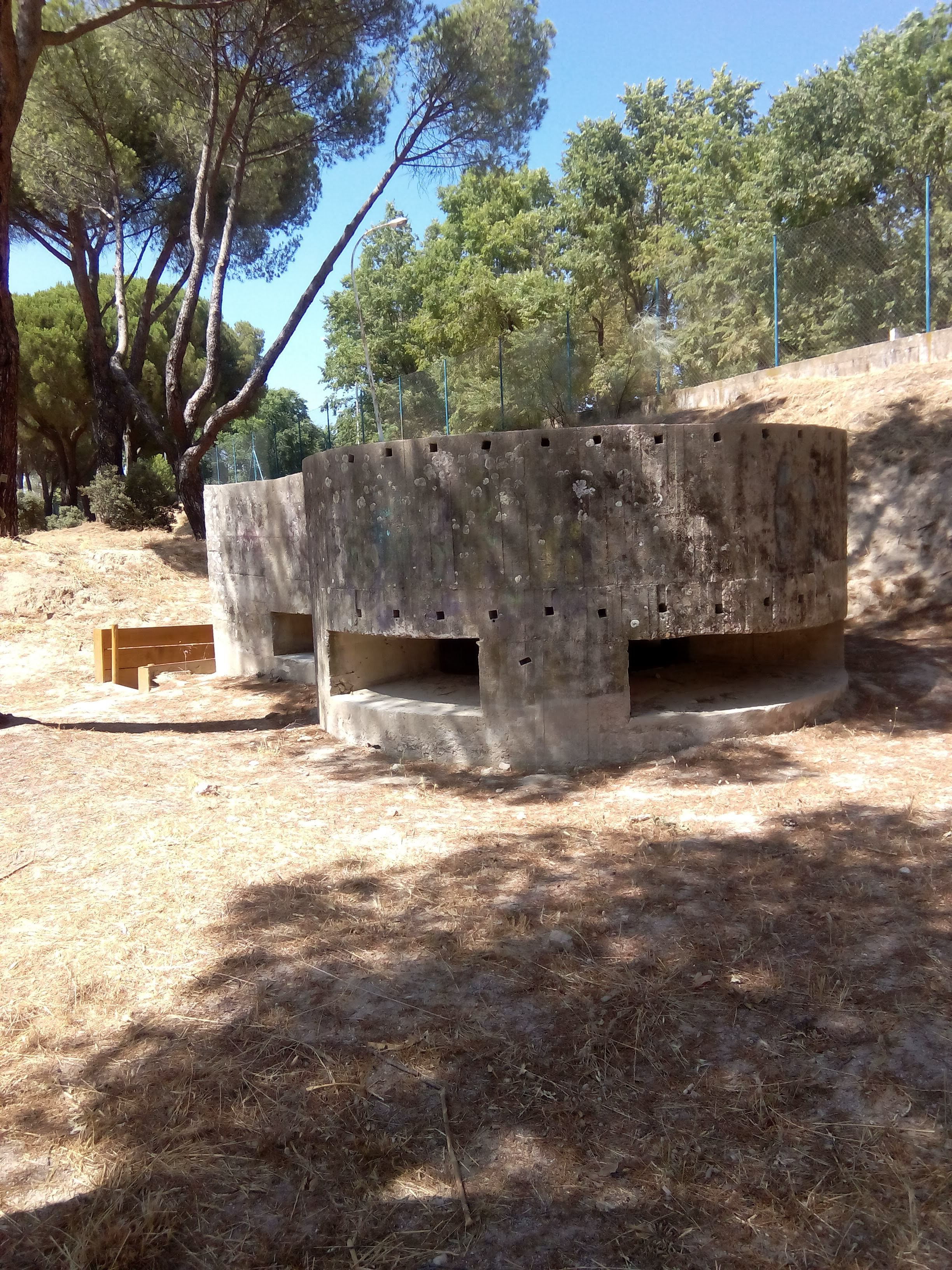
Bunker

Dans les années 1940, la direction générale de la reconstruction de Madrid et des régions dévastées abordèrent la reconstruction de la commune autour de l'Église de San Miguel. L'expansion de l'urbanisation de Las Rozas au XXe siècle se définit par les créations de quartier de seconde résidence dans les zones périfériques:  
- La Marazuela dans les années 1950
- La Chopera en 1967
- El Molino de la Hoz et El Golf en 1973
- Punta Galea - El Pinar - Monterrozas - Parquerrozas en 1978

Au début des années 1960, on y reconstitue une partie de Pékin, pour les décors du film américain, Les 55 Jours de Pékin de  Nicholas Ray, racontant un épisode de la révolte des Boxers, lorsque l'Alliance des huit nations avait envahi la Chine, vers 1900, vu du côté des envahisseurs.

## Démographie
La population de las Rozas est de 95 071 habitants,, :
| Hommes | Classe d’âge | Femmes |
| ------ | ------------ | ------ |
| 486    | +85          | 1 235  |
| 540    | 80–85        | 769    |
| 788    | 75–80        | 856    |
| 1 416  | 70–75        | 1 459  |
| 1 922  | 65–70        | 2 145  |
| 2 206  | 60–65        | 2 423  |
| 2 672  | 55–60        | 3 110  |
| 3 510  | 50–55        | 3 786  |
| 4 284  | 45–50        | 4 672  |
| 4 362  | 40–45        | 4 971  |
| 3 431  | 35–40        | 3 757  |
| 2 688  | 30–35        | 2 908  |
| 2 381  | 25–30        | 2 295  |
| 2 464  | 20–25        | 2 347  |
| 2 801  | 15–20        | 2 752  |
| 3 600  | 10–15        | 3 480  |
| 3 529  | 5–10         | 3 306  |
| 2 935  | 0–4          | 2 785  |

|  |

Pour des raisons techniques, il est temporairement impossible d'afficher le graphique qui aurait dû être présenté ici.

Pour des raisons techniques, il est temporairement impossible d'afficher le graphique qui aurait dû être présenté ici.

## Politique et administration
La ville de Las Rozas de Madrid comptait 95 725 habitants aux élections municipales du 28 mai 2023. Son conseil municipal (en espagnol : Pleno del Ayuntamiento) se compose donc de 25 élus.

### Maires
| Mandat    | Maire | Maire                        | Parti | Majorité |
| --------- | ----- | ---------------------------- | ----- | -------- |
| 1979-1983 |       | Benito Garrido               | PSOE  | 4 / 13   |
| 1983-1987 |       | Jesús Zuñiga                 | PSOE  | 7 / 17   |
| 1987-1991 |       | Jesús Zuñiga                 | PSOE  | 11 / 21  |
| 1991-1995 |       | Jesús Zuñiga                 | PSOE  | 11 / 21  |
| 1995-1999 |       | Bonifacio de Santiago        | PP    | 15 / 21  |
| 1999-2003 |       | Bonifacio de Santiago        | PP    | 12 / 21  |
| 2003-2007 |       | Bonifacio de Santiago        | PP    | 15 / 25  |
| 2007-2011 |       | Bonifacio de Santiago        | PP    | 17 / 25  |
| 2011-2015 |       | José Ignacio Fernández Rubio | PP    | 16 / 25  |
| 2015-2019 |       | José de la Uz                | PP    | 11 / 25  |
| 2019-2023 |       | José de la Uz                | PP    | 12 / 25  |
| 2023-2027 |       | José de la Uz                | PP    | 18 / 25  |

## Culture et éducation

### Auditorium municipal Joaquín-Rodrigo

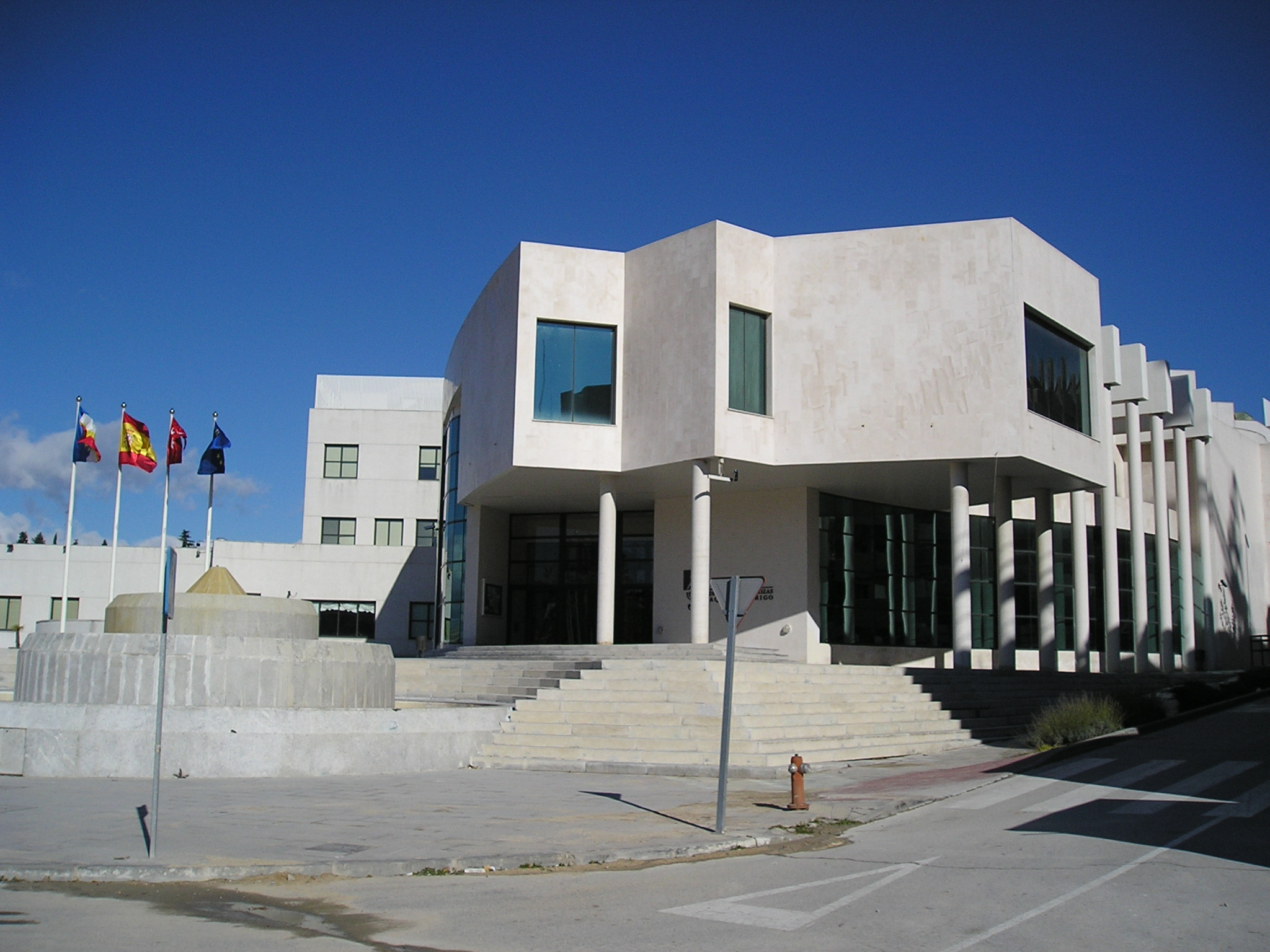
Auditorium Joaquín-Rodrigo

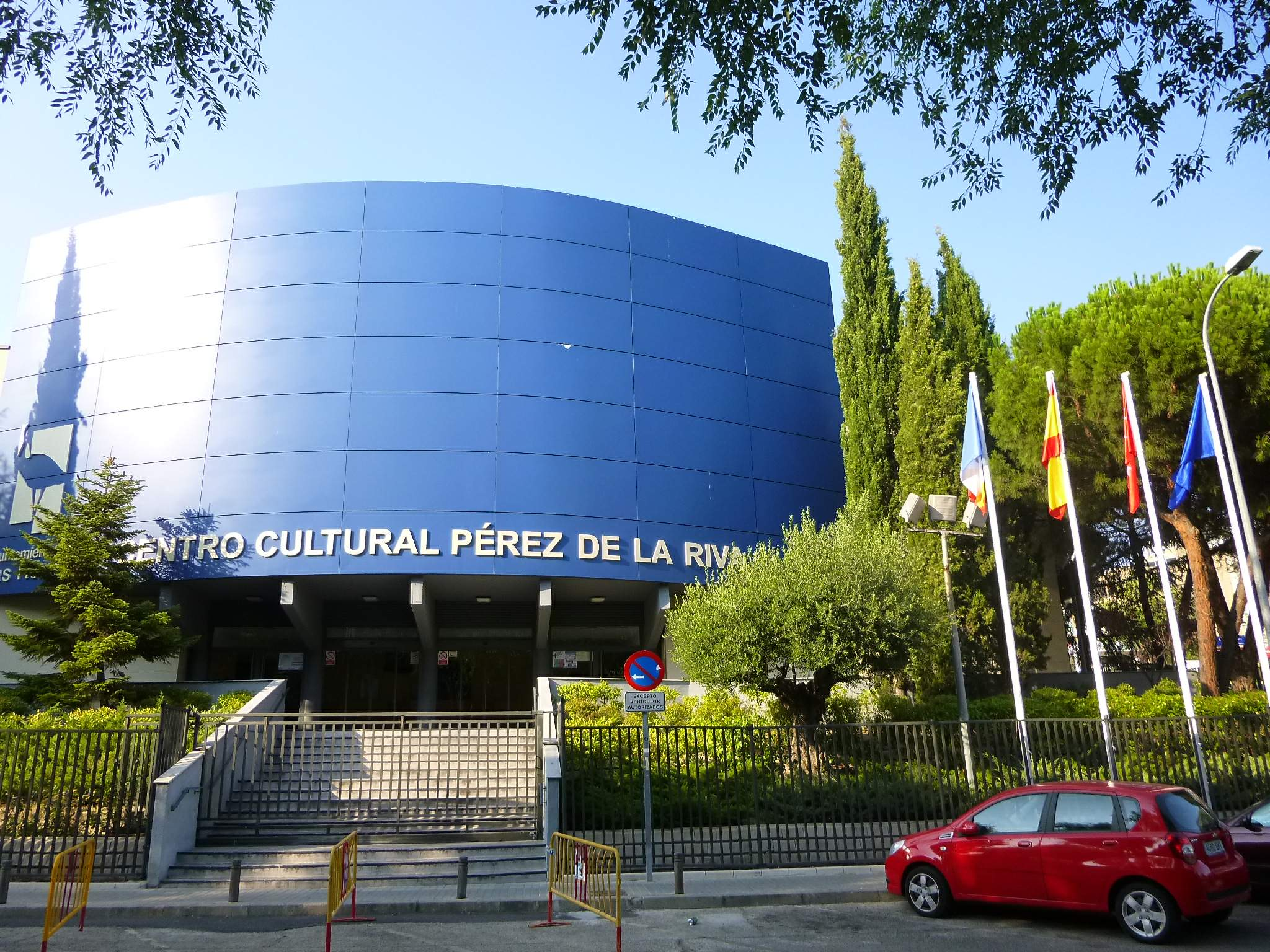
Centro Cultural Pérez de la Riva

Inauguré en 1999, l'auditorium héberge le conseil municipal de l'éducation, celui de la culture, l'école officielle des langues, l'école officielle de la musique et de la danse, et l'auditorium municipal de musique. Il est équipé de 600 places ainsi que d'un studio d'enregistrement.

### Centres culturels municipaux
- Centro Cultural Pérez de La Riva: ce centre héberge l'école municipale de théâtre.
- Centro Cultural de Entremontes
- Centro Cultural de Las Matas

### Bibliothèques
Las Rozas compte trois bibliothèques municipales :
- Bibliothèque de Las Rozas (construite en 1991): près de 65,000 livres et revues, près de 10,000 DVD et plus de 2,000 documents sonores. Superficie de 1 382 m2 avec une capacité de 193 personnes dans la salle principale et 75 personnes dans la salle jeunesse[9].
- Bibliothèque de Las Matas (es) (construite en 1999): plus de 36,000 livres et revues, près de 200 DVD et plus de 1,000 documents sonores. Superficie utile de 1 082 m2 avec une capacité de 88 personnes dans la salle principale et 72 personnes dans la salle jeunesse[10].
- Bibliothèque León Tolstói (construite en 2008): plus de 63,000 livres et revues, près de 16,500 DVD et plus de 2,000 documents sonores. Superficie utile de 3 547 m2 avec une capacité de 243 personnes dans la salle principale et 68 personnes dans la salle jeunesse[11].

### Éducation
Il existe plus de 24 crèches (3 publiques et 21 privées), 10 collèges publics d'enseignement primaire, 5 instituts d'étude secondaire et 12 collèges privés.

## Sport

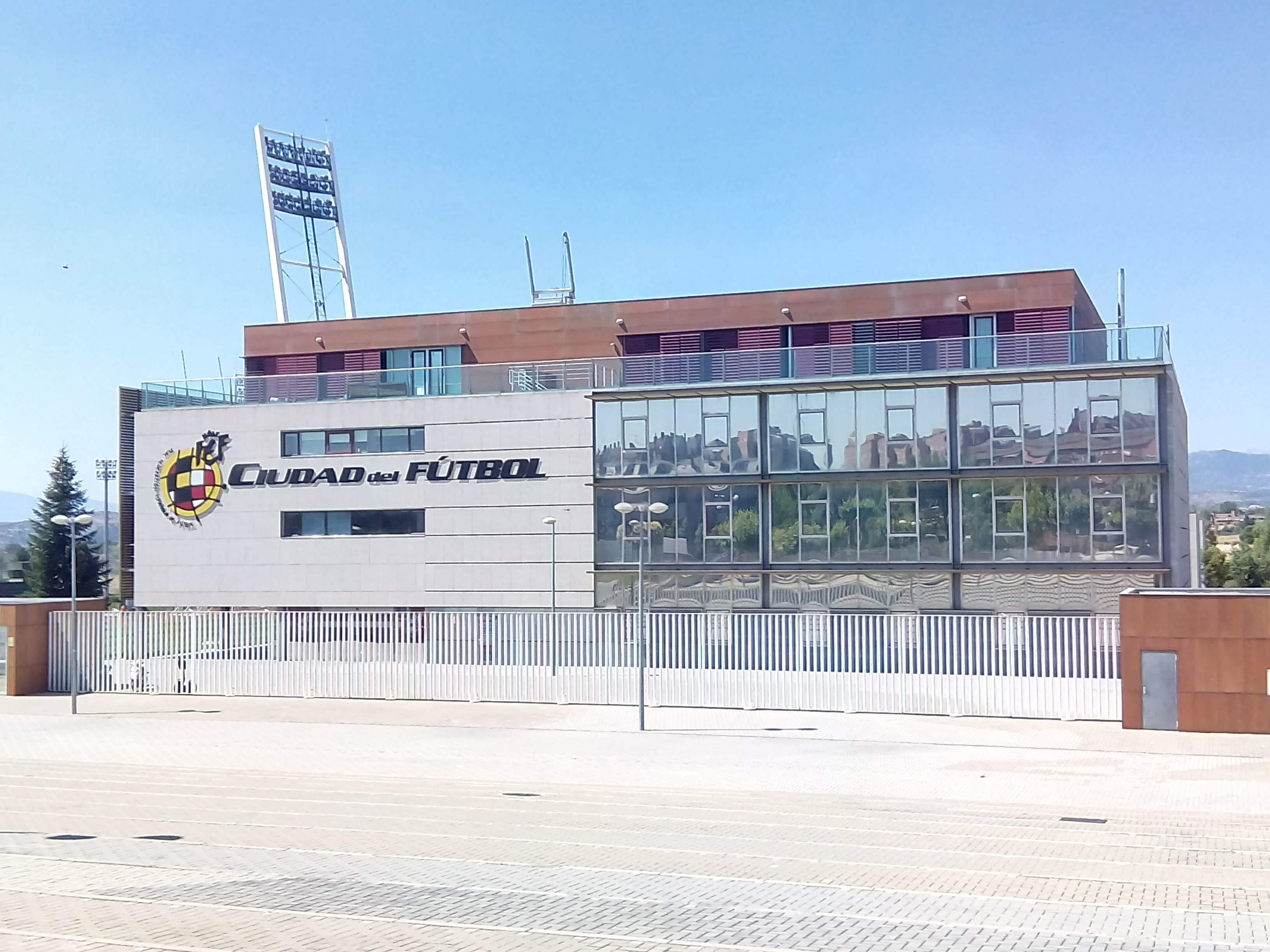
Ciudad del Fútbol

Las Rozas a toujours été très liée au sport, comme le montre les prix reçus au cours des 30 dernières années: 
- 1991 Prix national du sport (Premio Nacional de Deporte)[12].
- 1998 Prix des sept étoiles du sport (Premio Siete Estrellas del Deporte) de la Comunidad de Madrid.
- 1999 Prix national du sport (Premio Nacional de Deporte)[12].
- 2016 ville européenne du sport (European City of Sport)
- 2016 Prix des sept étoiles du sport (Premio Siete Estrellas del Deporte) de la Comunidad de Madrid.

La Ciudad del Fútbol est le siège de la Fédération royale espagnole de football, basée à Las Rozas, inaugurée en mai 2003. Ce complexe sportif est le lieu de rassemblement de la sélection nationale, composé du siège de la fédération, des bureaux centraux, d'un auditorium et du musée de la sélection nationale où sont entreposés les trophées. Il dispose également de quatre terrains de football, avec vestiaire, salle de presse, services médicaux, gymnase.
Las Rozas de Madrid accueille en 2014 la phase finale de la Coupe des clubs champions d'handibasket (EuroCup 1), organisée par le CD Fundosa Once Madrid, du 2 au 4 mai.
Les principales associations sportives de Las Rozas sont:
| Sport              | Club                                                    | Palmarés                   | Ligue                                                   | Complexe sportif                                                  |
| ------------------ | ------------------------------------------------------- | -------------------------- | ------------------------------------------------------- | ----------------------------------------------------------------- |
| Football           | Las Rozas CF                                            |                            | Championnat d'Espagne de football D4 (Tercera División) | Polideportivo Municipal Dehesa de Navalcarbón                     |
| Futsal             | UD Boadilla Las Rozas                                   |                            |                                                         |                                                                   |
| Basket-ball        | Club Baloncesto Las Rozas                               |                            |                                                         | Polideportivo San José de Las Matas, Polideportivo de Entremontes |
| Football américain | Las Rozas Black Demons                                  | 1 Conferencia Norte (2012) | LNFA                                                    | El Cantizal                                                       |
| Rugby              | Ingenieros Industriales Las Rozas Rugby                 |                            | División de Honor B                                     | El Cantizal                                                       |
| Hockey sur patins  | Club Patin Las Rozas                                    |                            | OK Liga Femenina                                        |                                                                   |
| Hockey             | Club Hockey Caníbales Las Rozas                         |                            |                                                         | El Abajón                                                         |
| Floorball          | Club de Unihockey y Floorball Las Rozas (CUF Las Rozas) |                            | Liga CAM                                                | Polideportivo de Entremontes                                      |

## Économie

### Revenu brut par habitant
Las Rozas se situe au 6e rang national en termes de Revenu brut par habitant en 2015 (50 968 euros), plus du double de la moyenne nationale (25 582 euros).

### Dette publique
|  |

### Évolution du taux de chômage
En mai 2018, le nombre de chômeurs est de 3 032 personnes, :
| Date      | chômage % | Nb de chômeurs | Pop totale |
| --------- | --------- | -------------- | ---------- |
| Juin 2018 | 5,91%     | 3032           | 95071      |
| 2017      | 6,14%     | 3125           | 95071      |
| 2016      | 7,04%     | 3499           | 94471      |
| 2015      | 7,91%     | 3858           | 93520      |
| 2014      | 9,01%     | 4310           | 92784      |
| 2013      | 9,98%     | 4659           | 91806      |
| 2012      | 10,36%    | 4765           | 90390      |
| 2011      | 9,11%     | 4198           | 89151      |
| 2010      | 8,64%     | 3951           | 88065      |
| 2009      | 8,55%     | 3867           | 86340      |
| 2008      | 6,16%     | 2760           | 83428      |
| 2007      | 4,98%     | 2037           | 79876      |
| 2006      | 4,63%     | 1953           | 75719      |

### Pôle d'entreprises et d'attraction
Las Rozas a développé un parc d'entreprises dans le but de créer une zone d'attractivité pour implanter le siège d'entreprises ou les bureaux centraux de moyennes ou grandes tailles de divers secteurs tels que:
- Technologique: BQ, DXC, Hewlett-Packard Enterprise, HP Inc, LG, Micro focus, Oracle
- Bancaire: ING, BANKIA
- Secteur Alimentation: Grupo DIA

### Centres commerciaux et de loisirs
La commune dispose de nombreux centres commerciaux et de loisirs, véritable pôle économique local puisque 93,3% de la population de Las Rozas travaillent dans le secteur des services. 

#### BurgoCentro
Le centre Burgocentro, inauguré en mai 1987, est composé de 240 locaux répartis sur quatre étages en plus de deux étages de parking de 760 places. Il comprend des boutiques, supermarché, restauration rapide et un cinéma. 

#### Europolis
Situé a 2,2 km de la route de l'Escorial, Europolis est une zone commerciale créée en 1993 et disposant de 750 000 m2 regroupant près de 800 commerces, industries et restaurants employant plus de 5 000 personnes.  

#### The Style Outlets
Le centre The Style Outlets est le premier Outlet ouvert en Espagne en 1996. C'est un centre commercial de textile, de compléments et pour le foyer, comprenant un service de restauration et un parking de 500 places.

#### Las Rozas Village
Le centre Las Rozas Village, inauguré en mai 2000, est un centre commercial de textile de 17 200 m2, composé de 95 locaux de grandes marques sur une surface qui prend l'apparence d'un village. Le centre, qui emploie près de 1 000 personnes, comprend un parking de près de 1 400 places et est aussi connecté aux lignes de bus et de cercanías Madrid de la communauté de Madrid. Selon les statistiques de l'année 2016, près de 4,5 millions de personnes ont visité Las Rozas Village, dont 40% sont étrangers.

#### Heron City
Le centre de loisirs Heron City, inauguré en 1999, dispose entre autres d'un multiplexe cinématographique, de restaurants et d'une salle de gymnase, comptant près de 2 000 places de parking.

## Espaces naturels y Biodiversité
Las Rozas est composé de près de 29 km2 de zones forestales, dont 23 km2 se concentrent entre le Parc régional de la Haute vallée du Manzanares (es) et le Parc régional du cours moyen du Guadarrama (es).
De même, la commune a de nombreuses zones vertes urbaines, comme le parque París entre l'avenue de España & la Comunidad de Aragón  avec 33 000 m2 de zone verte.

## Fêtes populaires
- 29 septembre: Michel (archange). Célébration du Saint patron de la ville avec l'organisation d'Encierros et de corridas, de concerts, de paellas géantes et de concours populaires.

- Le lundi suivant le pont du mois de mai: Vierge de la Retamosa. Une procession transporte la Vierge de la Tetamosa depuis l'Église de l'Archange Sain Michel jusqu'à l'Ermitage situé à la Dehesa de Navalcarbón (es). Une fois là-bas, un pèlerinage est effectué avec des danses et des concours.

- 1er mai: Saint Joseph (Las Matas). Saint Patron du quartier, jour où s'organisent des encierros et des corridas de taureaux ainsi que des concerts.

- 6 janvier: Jour de l'Epiphanie, les jeunes obtenant la majorité (Quintos) allument un feu de joie préparé au cours de la journée.

## Jumelages
- Villebon-sur-Yvette (France) depuis le 22 septembre 1990